# Isole Majskie
Le Isole Majskie (in russo острова Майские, ostrova Majskie; in italiano isole di Maggio) sono un gruppo di 9 isole russe che fanno parte dell'arcipelago di Severnaja Zemlja e sono bagnate dal mare di Laptev.
Amministrativamente fanno parte del Tajmyrskij rajon del Territorio di Krasnojarsk, nel Circondario federale della Siberia.

## Geografia
Le isole si trovano nella parte sud-orientale dell'arcipelago, circa 4 km a nord dell'isola Starokadomskij; sono in gran parte ricoperte da sabbia e ghiaccio. Alcune di esse sono collegate da banchi di sabbia.

### Isole del gruppo
- Isola Vesennij (остров Весенний, ostrov Vesennij)
- 6 isole senza nome

Inoltre: Krylataja (коса Крылатая, kosa Krylataja) e Stjag (коса Стяг, kosa Stjag), che sono solo delle lingue di terra, chiamate appunto kosa in russo.